# Таинственное убийство
«Таинственное убийство» (фр. La Nuit du 12) — художественный фильм режиссёра Доминика Молля, драматический триллер о расследовании убийства молодой девушки в маленьком французском городке. Главные роли в фильме исполнили Бастьен Буйон, Були Ланнерс и Анук Гринберг.

## Сюжет
12 октября 2016 года. В полиции Гренобля устраивают вечеринку по случаю выхода пожилого начальника на пенсию. Молодой полицейский Йохан становится его преемником. В ту же ночь в небольшом городке в окрестностях убивают 21-летнюю Клару Руайе: её облили бензином и подожгли, когда она ночью возвращалась домой от подруги. Йохан возглавляет группу по расследованию убийства. Он и его сотрудники допрашивают всех из окружения убитой: оказывается, у Клары было множество романов, в том числе с «плохими парнями» или фриками. Следователи всё глубже и глубже погружаются в жизнь и окружение Клары, однако все зацепки ни к чему не приводят. Проходит время, и шансы раскрыть преступление уменьшаются. Напарник Йохана Марсо после срыва, во время которого он стал избивать одного из подозреваемых, отстранён от дела. Йохан, склонный к меланхолии и в свободное время занимающийся велоспортом, часто в мыслях возвращается к гибели Клары, но не может понять, как продолжить расследование. Ему кажется, что любой из мужчин в окружении Клары потенциально мог убить её, и в каком-то смысле убили её «все они вместе».
Проходит три года. Новая судья предлагает Йохану возобновить дело, привлекая новые ресурсы. К тому же у Йохана появляется новый соратник, недавняя выпускница полицейской академии Надя. В третью годовщину гибели девушки 12 октября 2019 года судья предлагает установить наблюдение на местом гибели Клары, а также возле её могилы. За ночь к месту гибели Клары приходят только её безутешные родители. Однако запись с камеры у могилы показывает, что ночью туда приходил неизвестный ранее следствию человек, который вставал на колени перед могилой и пел какую-то песню. Наде удаётся найти этого мужчину в соцсетях, и его арестовывают. Но и эта зацепка ни к чему не приводит: оказывается, во время убийства этот человек находился на длительном лечении в психиатрической больнице. Йохан обсуждает дело Клары с Надей, и она говорит ему, что мёртвые продолжают присутствовать рядом с нами, и важно то, что мы делаем для них.

## В ролях
- Лула Коттон-Фрапье — Клара Руайе
- Бастьен Буйон — Йохан Вивес
- Були Ланнерс — Марсо
- Анук Гринберг — судья
- Давид Муржиа — Матс
- Тео Чолби — Вилли
- Жюльен Фрисон — Борис
- Полин Серийе — Стефани («Нани»), лучшая подруга Клары
- Матьё Розе — отец Клары
- Муна Суалем — Надя

## Производство и премьера
В основе сценария написанного Домиником Моллем в соавторстве с Жилем Маршаном, документальная книга «18.3 — Une année à la PJ» Полин Гена.
Премьера фильма состоялась 20 мая 2022 года на Каннском кинофестивале. Фильм также был показан в секции мирового кино 27-го Пусанского международного кинофестиваля.

## Критика
На сайте Rotten Tomatoes фильм имеет рейтинг 94 % основанный на 62 отзывах.
Джордан Минтцер из The Hollywood Reporter пишет: «Наряду с двумя главными героями, вспомогательный состав полицейских и потенциальных преступников представляет собой смесь незнакомых, но весьма правдоподобных лиц, что придаёт действию мрачную и тревожную реальность».
Лисса Нессельсон из Screen Daily даёт фильму положительную оценку: «Ловкий и удовлетворительный полицейский процедурал, владеющий своим необычным тоном, фильм […] отлично сыгран и построен с тихой захватывающей строгостью».

## Награды и номинации
Фильм получил одиннадцать номинаций на кинопремию «Сезар» и был признан лучшим фильмом киносмотра. Картина одержала победу ещё в 5 категориях, в том числе — за Лучшую режиссуру и Лучший адаптированный сценарий.
| Список наград и номинаций | Список наград и номинаций | Список наград и номинаций      | Список наград и номинаций                | Список наград и номинаций | Список наград и номинаций |
| Год                       | Кинофестиваль/Кинопремия  | Категория                      | Номинант(ы)                              | Результат                 | Ист.                      |
| ------------------------- | ------------------------- | ------------------------------ | ---------------------------------------- | ------------------------- | ------------------------- |
| 2023                      | Сезар                     | Лучший фильм                   | «Таинственное убийство»                  | Победа                    |                           |
| 2023                      | Сезар                     | Лучшая режиссура               | Доминик Молль                            | Победа                    |                           |
| 2023                      | Сезар                     | лучший актёр второго плана     | Були Ланнерс                             | Победа                    |                           |
| 2023                      | Сезар                     | самый многообещающий актёр     | Бастьен Буйон                            | Победа                    |                           |
| 2023                      | Сезар                     | Лучший адаптированный сценарий | Жиль Маршан, Доминик Молль               | Победа                    |                           |
| 2023                      | Сезар                     | Лучшая работа оператора        | Патрик Гирингелли                        | Номинация                 |                           |
| 2023                      | Сезар                     | Лучшая работа художника        | Мишель Бартелеми                         | Номинация                 |                           |
| 2023                      | Сезар                     | Лучший монтаж                  | Лоран Руан                               | Номинация                 |                           |
| 2023                      | Сезар                     | Лучший звук                    | Франусуа Морель, Оливье Мортье, Люк Тома | Победа                    |                           |
| 2023                      | Сезар                     | Лучшая музыка                  | Оливье Маргери                           | Номинация                 |                           |